# اوک هیل پلیس (لوئیزیانا)
اوک هیل پلیس (به انگلیسی: Oak Hills Place) شهری در ایالت لوئیزیانا کشور ایالات متحده آمریکا است که جمعیت آن در سرشماری سال ۲۰۱۰ میلادی، ۸٬۱۹۵ نفر بوده‌است.